# Masacre de Haximú
La masacre de Haximú fue una masacre perpetrada en 1993 a 16 habitantes yanomami, entre ellos mujeres, niños y bebés,residentes del valle del río Demini, ubicado entre Amazonas y Roraima, en la frontera entre Venezuela y Brasil, y llevada a cabo por un grupo de mineros ilegales brasileños, buscadores de oro.
Es el único caso en la historia de Brasil donde se condenó un hecho calificado de genocidio por la Justicia de Brasil. El 30 de julio de 2022 la Policía Federal de Brasil capturó y apresó a uno de los perpetradores de la masacre.

## Contexto histórico
La tribu yanomami permaneció aislada hasta algún momento de la década de 1960, cuando los antropólogos encontraron y estudiaron a la gente. Entre 1973 y 1976 los brasileños construyeron la Perimetral Norte por la zona sur del territorio indígena. Este camino inició la llegada de mineros de oro, incluidos los que llegaron durante la fiebre del oro que comenzó en 1987, lo que aumentó las tensiones y la violencia en el Amazonas.

## Historia
En 1993 tuvo lugar la masacre, en las afueras de Haximú, hacia el norte del estado de Roraima. Al menos 16 yanomami fueron asesinados y descuartizados por un grupo de mineros, sin embargo, cifras incorrectas proporcionadas por varios periódicos como The Globe and Mail y The New York Times fueron parte de la causa de incredulidad los primeros meses de las revelaciones de los hechos. Un informe sobre el número de muertos yanomami habla de 73 personas.
En el primer ataque, los mineros mataron a cuatro o cinco jóvenes de la aldea yanomami Haximu-teri. En respuesta, los indígenas formaron dos grupos contra los mineros, matando al menos a dos de ellos e hiriendo a otros dos. Tras este ataque, los mineros atacaron de nuevo, matando a unos 12 yanomami (casi todos ancianos, jóvenes y niños) e incendiando la aldea de Haximú.
Fue imposible localizar los cuerpos, ya que los yanomami posteriormente quemaron los cuerpos en ceremonias rituales de luto.

## Juicio y condena por genocidio
Las autoridades tanto en Venezuela como en Brasil adelantaron las investigaciones, 22 personas fueron identificadas como responsables de los hechos. En 1997, el minero de oro Pedro Emiliano García y otros cuatro acusados fueron condenados a 20 años de prisión por genocidio del pueblo yanomami. Esta fue la primera sentencia por genocidio adoptada en Latinoamérica. Sin embargo, en 2011 la sentencia se consideró caducada y todos los acusados quedaron en libertad.
El 5 de mayo de 2022, uno de los acusados, el buscador Eliézio Monteiro Neri, de 62 años, fue detenido en el barrio de Asa Branca, en la zona oeste de Boa Vista, en el estado de Roraima.